# Bistum Dumaguete
Das Bistum Dumaguete (lat.: Dioecesis Dumaguete) ist eine auf den Philippinen gelegene römisch-katholische Diözese mit Sitz in Dumaguete City.

## Geschichte

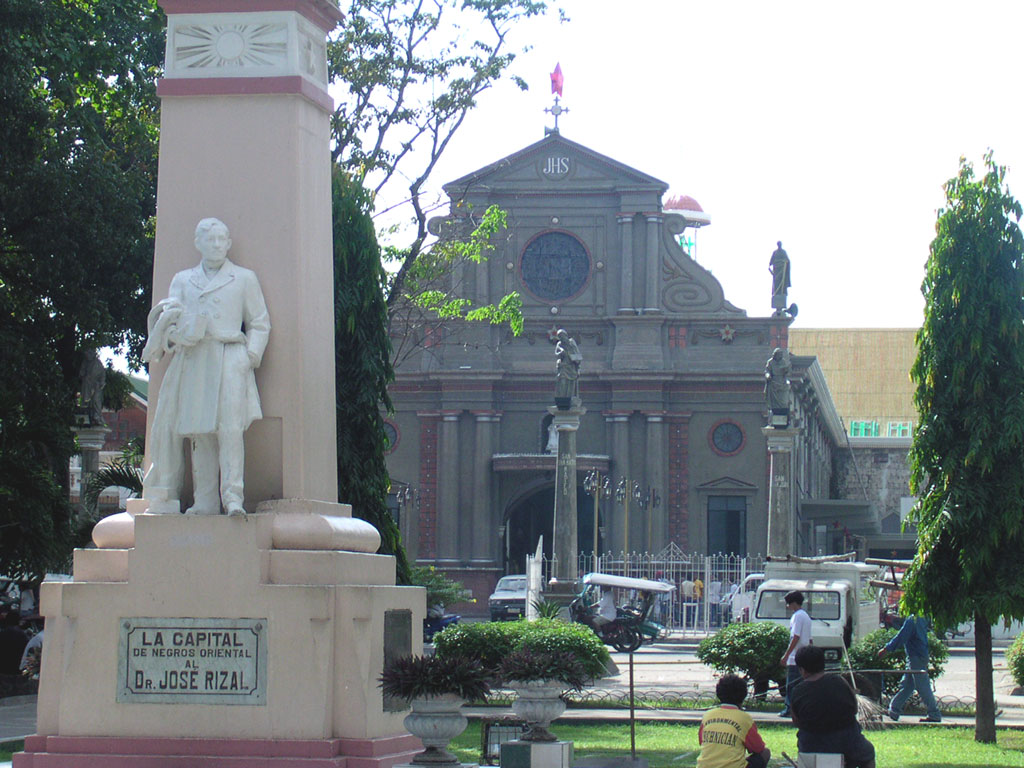
Kathedrale St. Catherine of Alexandria in Dumaguete

Das Bistum Dumaguete wurde am 5. April 1955 durch Papst Pius XII. mit der Apostolischen Konstitution Sanctissima ea verba aus Gebietsabtretungen des Bistums Bacolod errichtet und dem Erzbistum Cebu als Suffraganbistum unterstellt. Am 30. März 1987 gab das Bistum Dumaguete Teile seines Territoriums zur Gründung des Bistums San Carlos ab.
Das Bistum Dumaguete umfasst die Provinzen Negros Oriental und Siquijor.

## Bischöfe von Dumaguete
- Epifanio Surban Belmonte, 1955–1989
- Angel Lagdameo, 1989–2000, dann Erzbischof von Jaro
- John Du, 2001–2012, dann Erzbischof von Palo
- Julito Buhisan Cortes, seit 2013